# Can Cugols
Can Cugols o la Guàrdia és una masia de Sant Martí Sarroca (Alt Penedès) protegida com a Bé Cultural d'Interès Local.

## Descripció
Masia de planta basilical amb portal amb llinda descentrat i finestres petites repartides asimètricament. Els contraforts són de pedra.
Està ubicada sobre un petit turonet formant davant seu una terrassa aixecada sobre el terreny del voltant, tancada per un baluard. Hi ha una panoràmica excel·lent.